# Cesare Crescenzio de Angelis
Cesare Crescenzio de Angelis (Torrice, 30 giugno 1705 – Segni, 10 settembre 1765) è stato un vescovo cattolico italiano.

## Biografia
Figlio di Crisanto e Marta de Angelis, nel 1731 si laureò in utroque iure presso l'Archiginnasio della Sapienza di Roma.
Entrò nello stato ecclesiastico: ordinato prete il 6 giugno 1734, fu canonico, vicario generale e arcidiacono di Veroli, poi vicario generale e capitolare di Orvieto.
Eletto vescovo di Segni il 15 dicembre 1755, fu consacrato il 21 dicembre successivo. Resse la diocesi fino alla morte dando prova di zelo e integrità.
Nel 1759 papa Clemente XIII lo nominò assistente al Soglio Pontificio e lo inviò, come visitatore apostolico, in Corsica: l'isola era dilaniata dal conflitto tra i ribelli guidati da Pasquale Paoli e i dominatori genovesi, che ormai erano ridotti al controllo di alcune piazzeforti costiere; in questo clima di incertezza, i vescovi di Aleria, Mariana e Nebbio erano stati autorizzati a lasciare le loro sedi, lasciando le loro diocesi in stato di abbandono.
L'attività del vescovo in Corsica ebbe l'obiettivo di riaffermare i tradizionali diritti e privilegi della Chiesa, ristabilire la disciplina ecclesiastica e tenere aggiornata la Santa Sede sugli sviluppi della situazione politica. Pur avendo la sua missione un carattere esclusivamente religioso, de Angelis mantenne buoni rapporti con Pasquale Paoli e si attirò dai genovesi l'accusa di parzialità per i ribelli.
Costretto a lasciare la Corsica nel 1764 per motivi di salute, lasciò sull'isola il suo vicario generale, il passionista Tommaso Struzzieri, che ne proseguì l'opera.
Morì a Segni nel 1765.

## Genealogia episcopale
La genealogia episcopale è:
- Cardinale Scipione Rebiba
- Cardinale Giulio Antonio Santori
- Cardinale Girolamo Bernerio, O.P.
- Arcivescovo Galeazzo Sanvitale
- Cardinale Ludovico Ludovisi
- Cardinale Luigi Caetani
- Cardinale Ulderico Carpegna
- Cardinale Paluzzo Paluzzi Altieri degli Albertoni
- Papa Benedetto XIII
- Papa Benedetto XIV
- Cardinale Giorgio Doria
- Vescovo Cesare Crescenzio de Angelis